# 회
회(膾)는 생선이나 조개류, 쇠고기의 살, 간, 천엽, 염통 등을 날것으로 먹도록 만든 음식을 말한다.

## 유명지
대한민국에서 회로 유명한 곳은 고성군, 속초시, 양양군, 강릉시, 동해시, 삼척시, 울진군, 영덕군, 포항시, 경주시, 울산광역시, 부산광역시 등 동해안 지역이다.

## 유래
일찍이 논어에 회는 가늘수록 좋다고 하였고,, 지봉유설(芝峰類說)에 따르면 “중국인은 회를 먹지 않는다. 말린 고기라 해도 반드시 익혀 먹고, 조선 사람이 회를 먹는 것을 보고 웃는다.”는 기록이 있는 것으로 보아, 한국에서 예전부터 많이 먹던 요리임을 알 수 있다. (단, 충주시, 괴산군, 서울특별시, 용인시, 수원시, 안성시, 원주시, 전주시, 담양군 등 내륙 지방에서는 거의 먹지 못했다.) 조선왕조실록에는 생선회를 가리키는 어회(魚膾)라는 표현이 등장한다. 

## 종류
- 생선회(生鮮膾): 생선을 날 것으로 가늘게 회를 떠서 먹는 요리
  - 활어회
  - 선어회
  - 숙성회(싱싱회-2004년 해양수산부가 회문화 개선을 위해 숙성회를 육성하기로 하면서 정한 이름)
  - 광어회(광어를 데쳐서 만든 회)
  - 연어회 (연어를 데쳐서 만든 회)
- 육회(肉膾): 쇠고기,생고기 등 육고기를 양념으로 버무려서 이용해 만든 요리
- 숙회(熟膾): 육류 내장이나 생선, 채소 등을 살짝 익혀 만든 요리 (문어,광어,오징어))
  - 어채
  - 회덮밥

## 사진

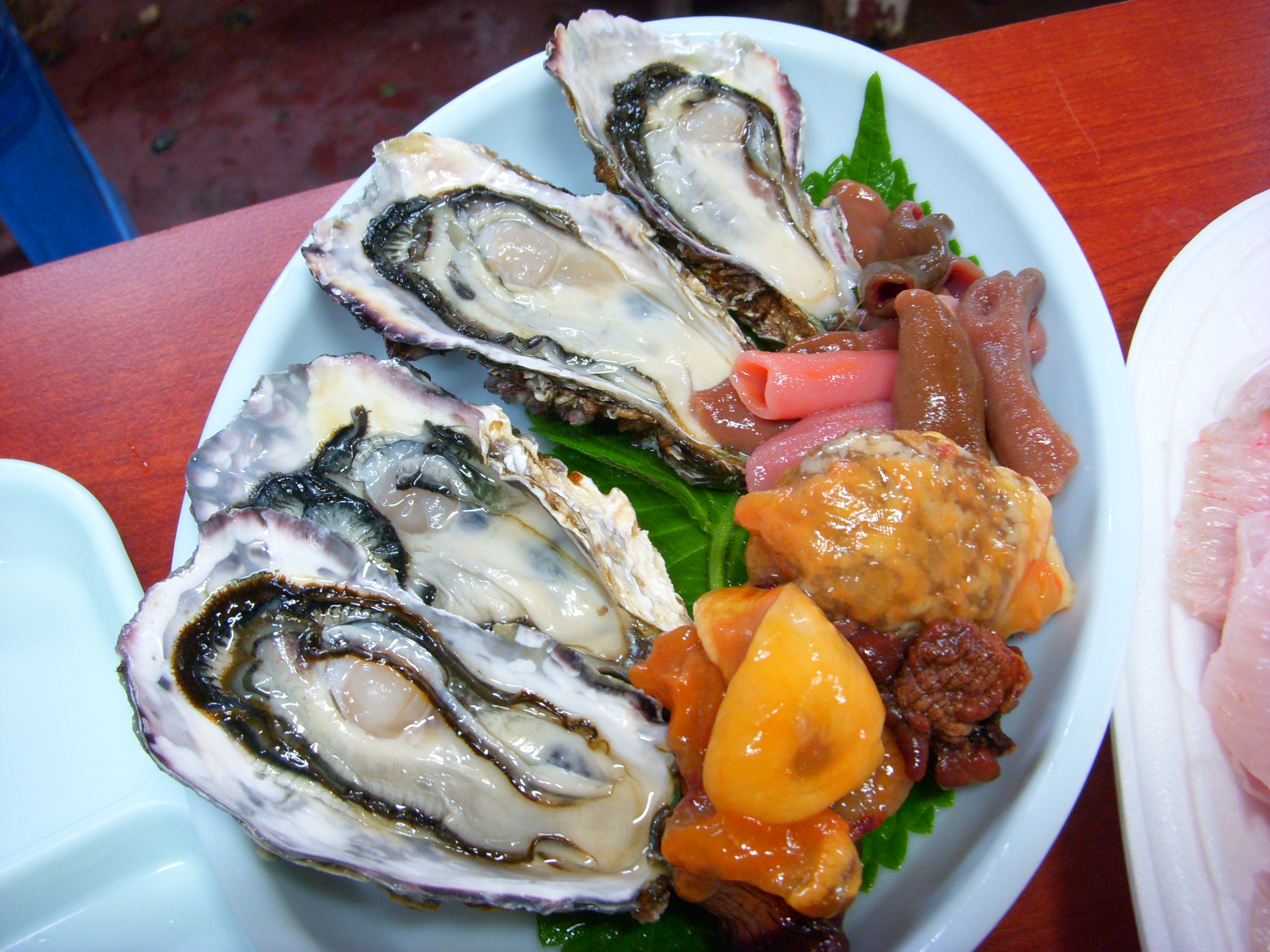
생굴과 멍게회
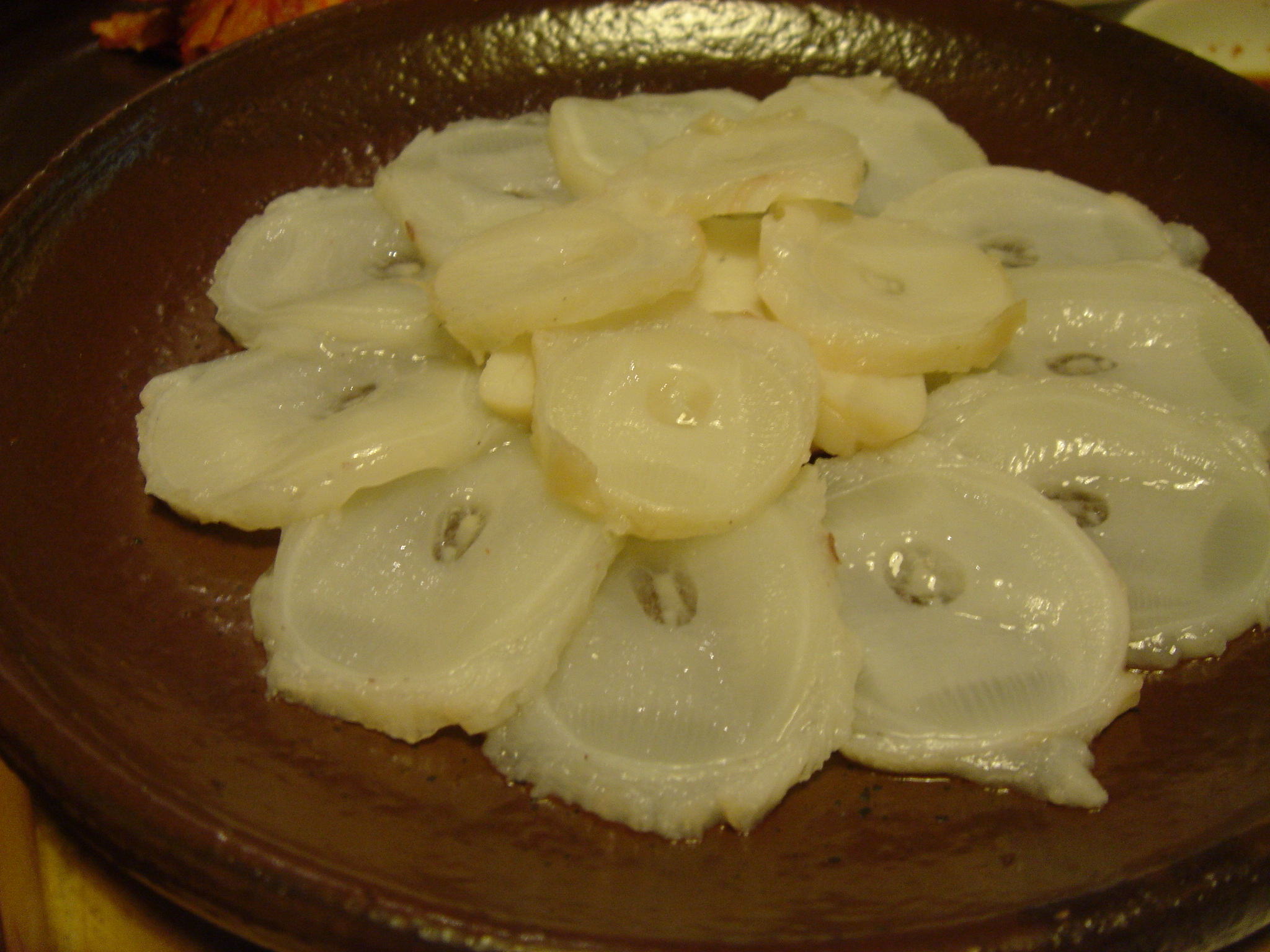
문어회
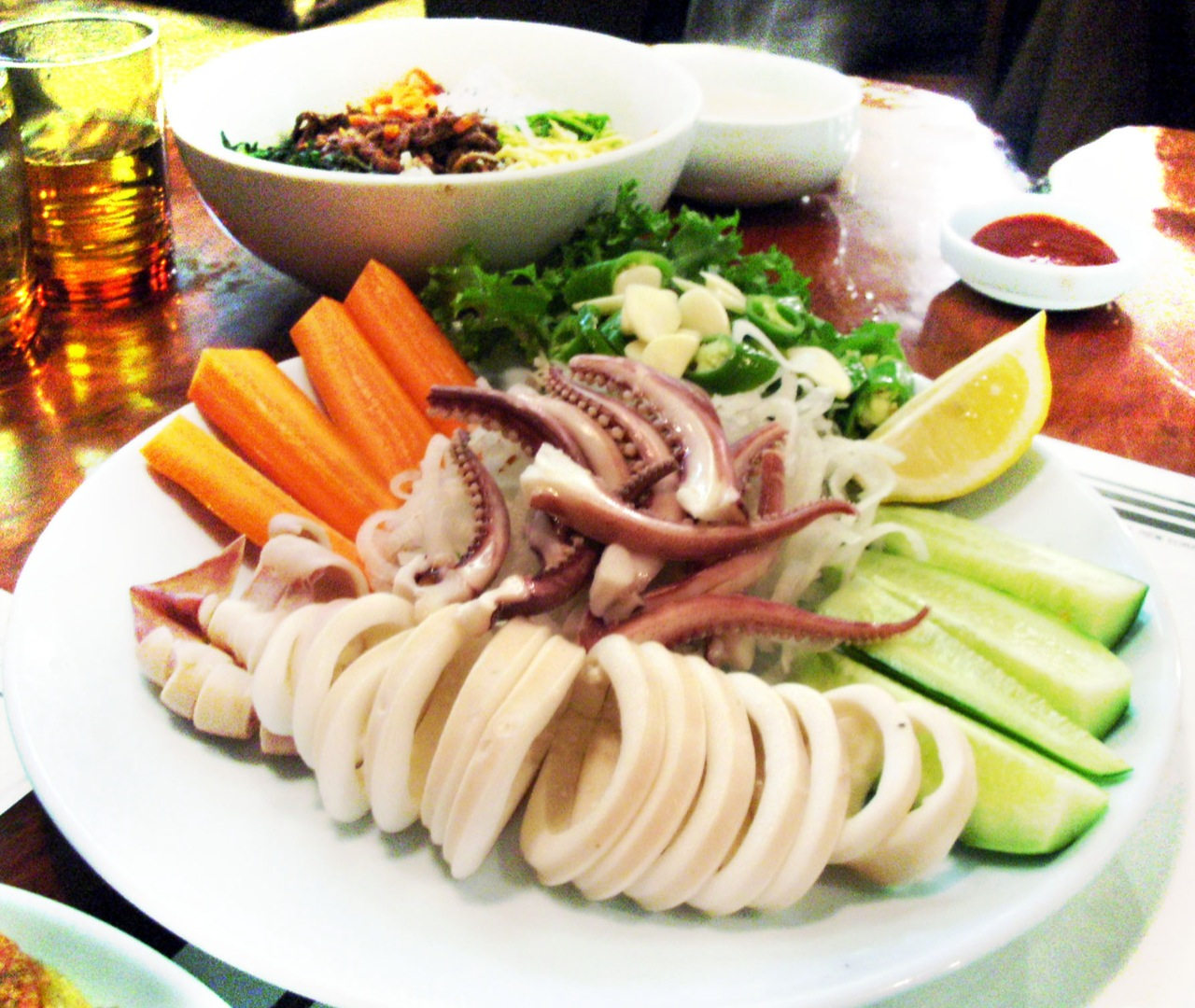
오징어숙회
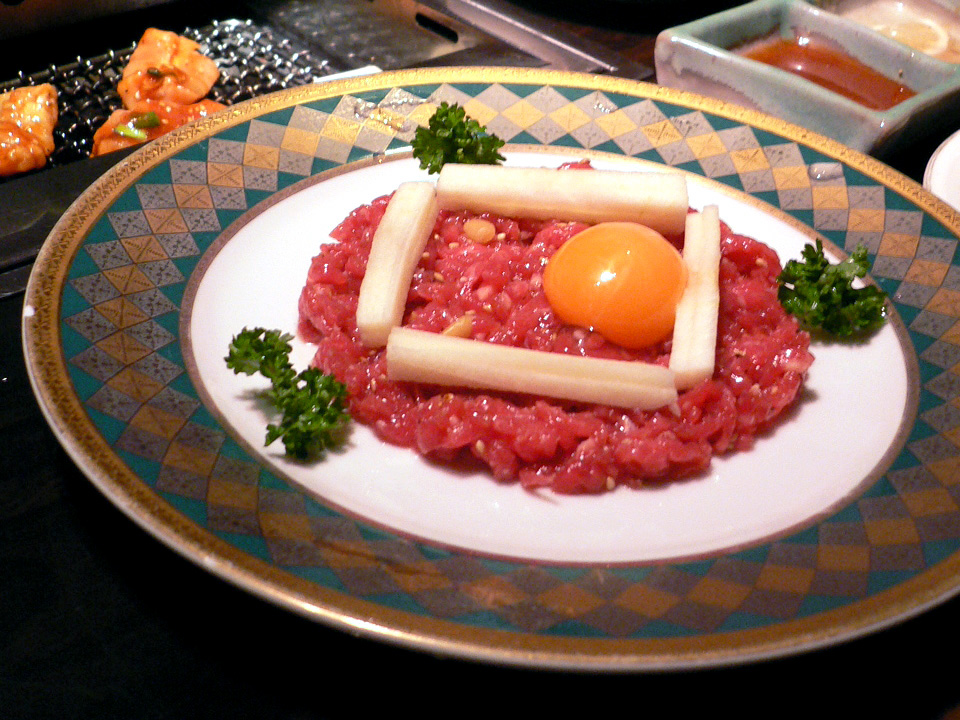
육회
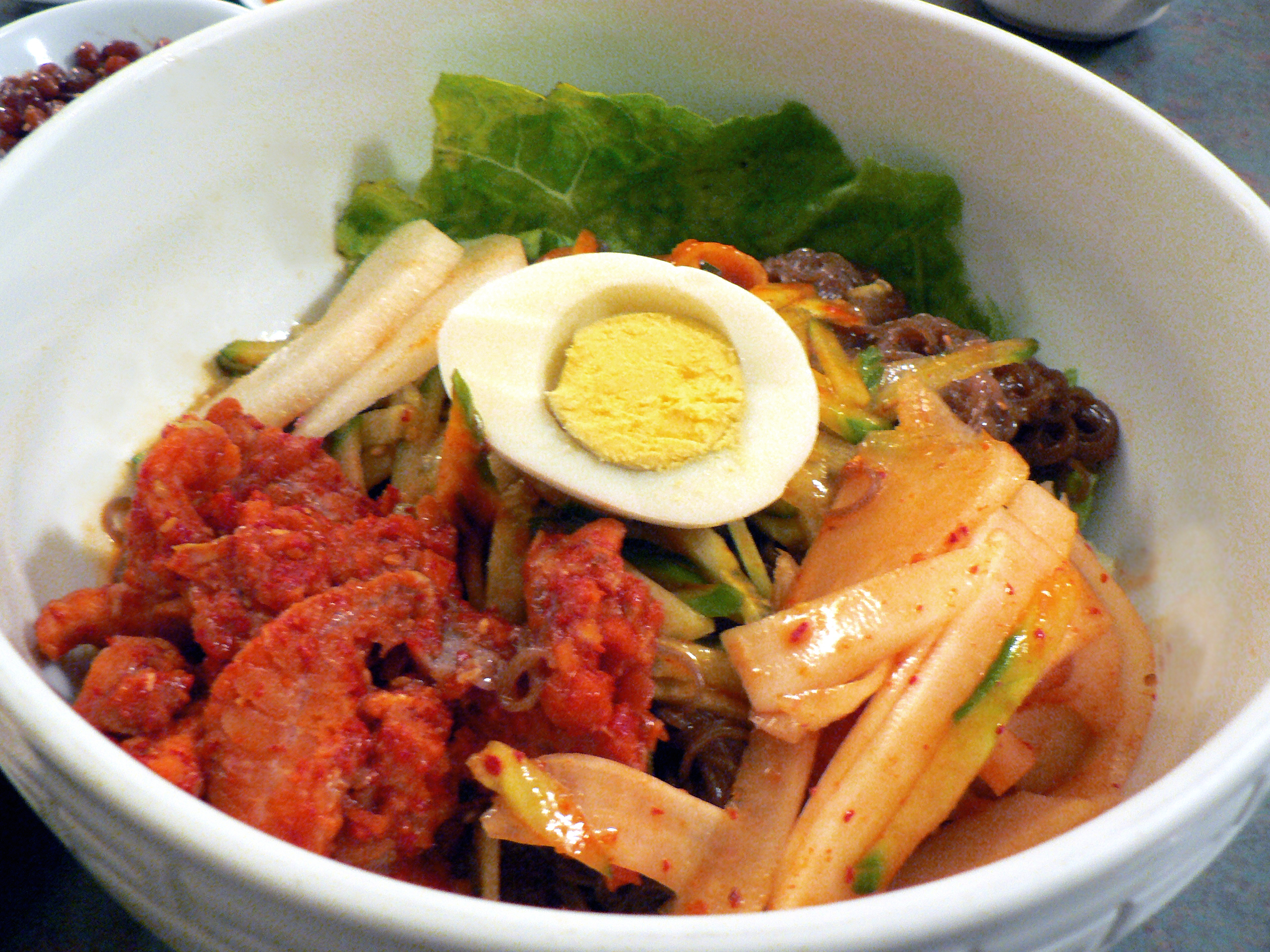
회 냉면
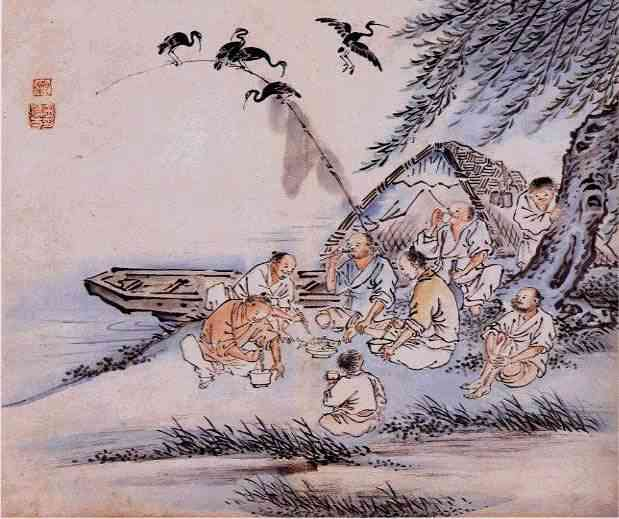
김득신이 그린 〈강변회음〉

## 같이 보기
- 강회
- 숙회
- 육회
- 스시
- 산낙지
- 홍어회
- 생선
- 쇠고기
- 오징어
- 광어
- 참치
- 연어

## 참고 문헌
- 이수광(1614), 《지봉유설》, 〈19권〉